# Montoro de Mezquita

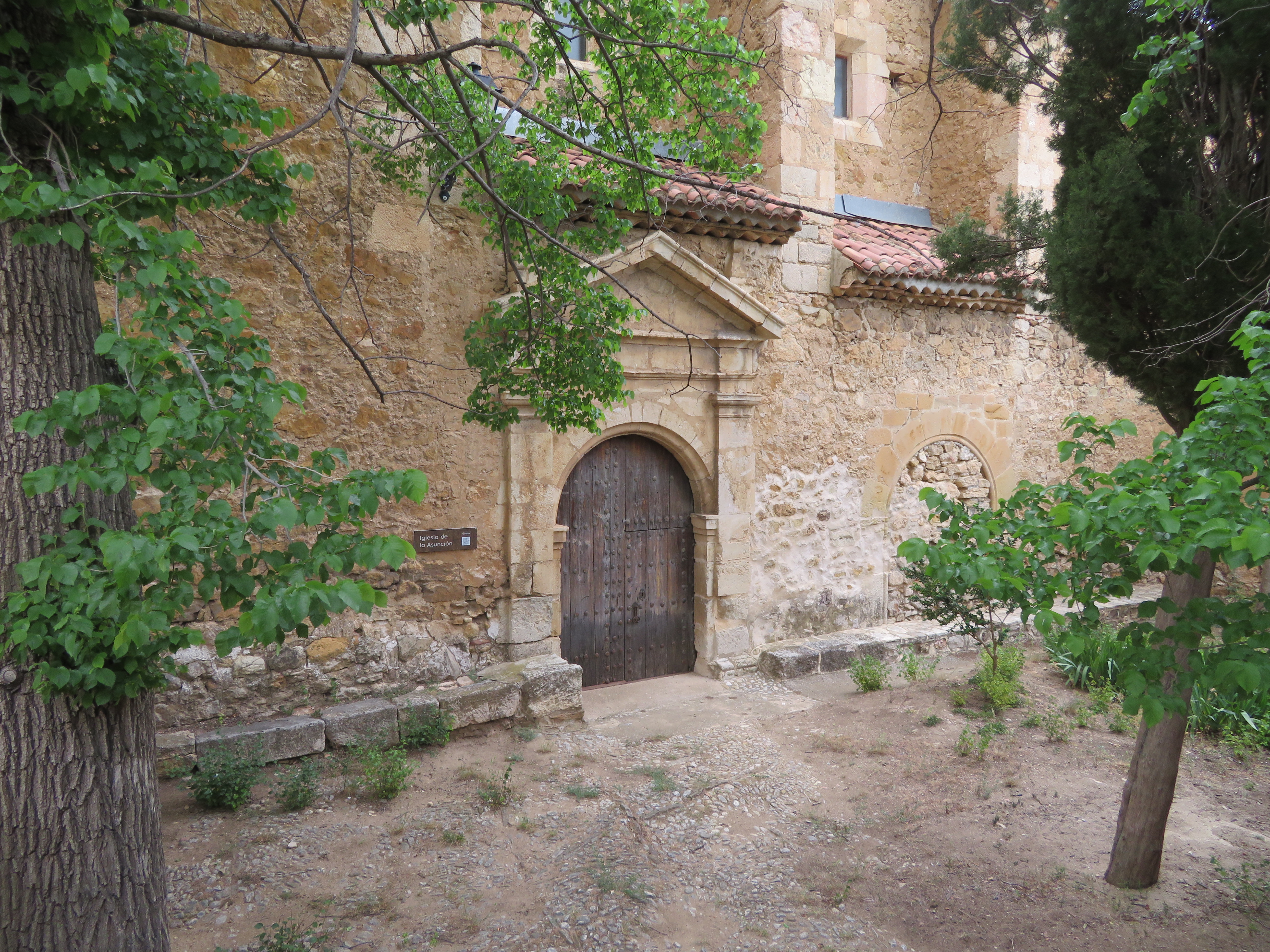
Iglesia de la Asunción de Montoro de Mezquita

Montoro de Mezquita es una localidad española del municipio de Villarluengo, perteneciente a la provincia de Teruel, en la comunidad autónoma de Aragón. Está ubicada en la comarca del Maestrazgo.

## Toponimia
La localidad tomó el apelativo de Mezquita desde 1916.  Hay algunos microtopónimos con componente aragonés. Por ejemplo tenemos el barranco de Valloré (también llamado Vallorelico), que desemboca en el Guadalope. Existe también una masía llamada Masía de la Latonera, una fuente llamada El Vación. También hay una partida denominada Las Chulillas, cerca del Más de Chulilla, ya en el término municipal de Aliaga, (quizás castellanización del apellido Chuliella, con fonética aragonesa).

## Geografía

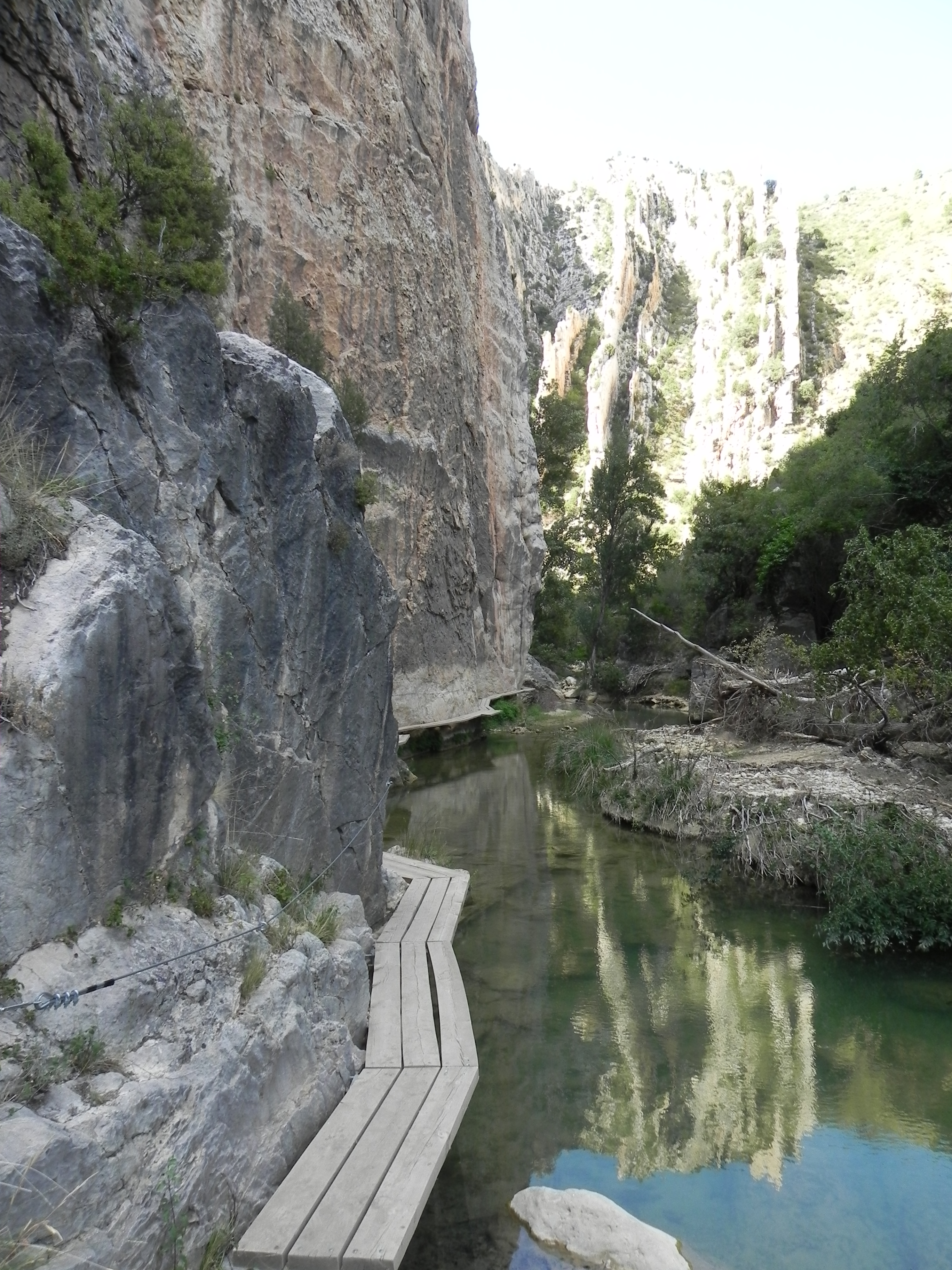
Estrechos de Valloré

El pueblo de Montoro está situado a una altitud de unos 1000 m sobre el nivel del mar, a una distancia de 105 km de la capital provincial. Cerca de Montoro se encuentra la formación geológica singular de los Órganos de Montoro, que está protegida bajo la figura de monumento natural.
Asimismo, cerca de la localidad se encuentran los Estrechos de Valloré, en el corazón del Maestrazgo, un lugar que el tiempo ha esculpido durante siglos.

## Historia
Felipe IV de España concedió a Vicencio Ram de Montoro, hijo del quinto señor de Montoro, el título de conde por su trabajo dirigiendo la expulsión de los moriscos de pueblos del Bajo Aragón como Jatiel. Cuando en el siglo XIX fue abolido el sistema señorial, los señores de Montoro pasaron a ser grandes propietarios agrarios.
A mediados del siglo XIX, la villa tenía contabilizada una población de 316 habitantes. Aparece descrita en el decimoprimer volumen del Diccionario geográfico-estadístico-histórico de España y sus posesiones de Ultramar de Pascual Madoz de la siguiente manera:

MONTORO: v. con ayunt. en la prov. de Teruel (9 leg.), part. jud. de Aliaga (2), dióc. y aud. terr. de Zaragoza (21) y c. g. de Aragon. Se halla sit. en una hondonada con clima templado, siendo los dolores reumáticos las enfermedades mas comunes. Se compone de 62 casas, entre ellas la del ayunt., todas de mala construccion, repartidas en 3 calles estrechas y sin empedrar; tiene cárcel, una escuela de instruccion primaria concurrida por 12 niños; igl. parr. de segundo ascenso (San Pedro Mártir), servida por un ecónomo, cuyo curato se provee por el ordinario previo concurso, y un cementerio junto á la pobl. Confina el térm. por el N. con los de Julve y la Zoma; E. Villarluengo y Tronchon; S. Cañada de Belandre, y O. Pitarque y Campos. Pasa por él el r. Mezquita, que reunido con otros varios riach., forman después el Guadalope, de cuyas aguas se aprovechan los vec. para los usos necesarios. El terreno es desigual, secano en su mayor parte y con algunas huertas á los alrededores de la pobl. y un monte al S. de la misma, con pinos y varios arbustos. Los caminos conducen, uno á Aliaga y otro á Pitarque y Villarluengo. La correspondencia se recibe por peaton de la cab. del part. prod.: trigo, cebada, panizo, judias, seda y manzanas muy superiores; hay ganado lanar y vacuno, raza de perdices y liebres, y pesca de truchas muy esquisitas. pobl.: 79 vec., 316 alm. riqueza imp.: 40,425 rs. El presupuesto municipal asciende á 2.000 rs., que se cubren con el producto del arrendamiento de un molino harinero, y lo restante por reparto vecinal.
Los vec de esta v. son sumamente pobres en razon á que la propiedad de casi todo su térm. pertenece al conde de Montoro, quien les hace pagar ciertos derechos que consumen la mayor parte de los producios de la tierra que obtiene el colono.
(Madoz, 1848, p. 568)

Hasta la reforma de la nomenclatura municipal de 1916 el municipio se llamaba simplemente Montoro. En dicha fecha su nombre fue modificado por el de Montoro de Mezquita. El municipio de Montoro de Mezquita desapareció en 1970, al ser incorporado al de Villarluengo.

## Demografía
| Gráfica de evolución demográfica de Montoro de Mezquita entre 1842 y 1960 |
| |
| Población de derecho según los censos de población del INE Población de hecho según los censos de población del INEEn estos censos se denominaba Montoro: 1842, 1857, 1860, 1877, 1887, 1897, 1900 y 1910 Entre el censo de 1970 y el anterior, este municipio desaparece porque se integra en el municipio 44260 (Villarluengo) |

| 269                   | 265 | 181 | 147 | 146 | 167 | 139 | 63 | 24 | 13 | 27 | 27 | 14 |
| (Fuente: IAEST e INE) |     |     |     |     |     |     |    |    |    |    |    |    |

## Patrimonio

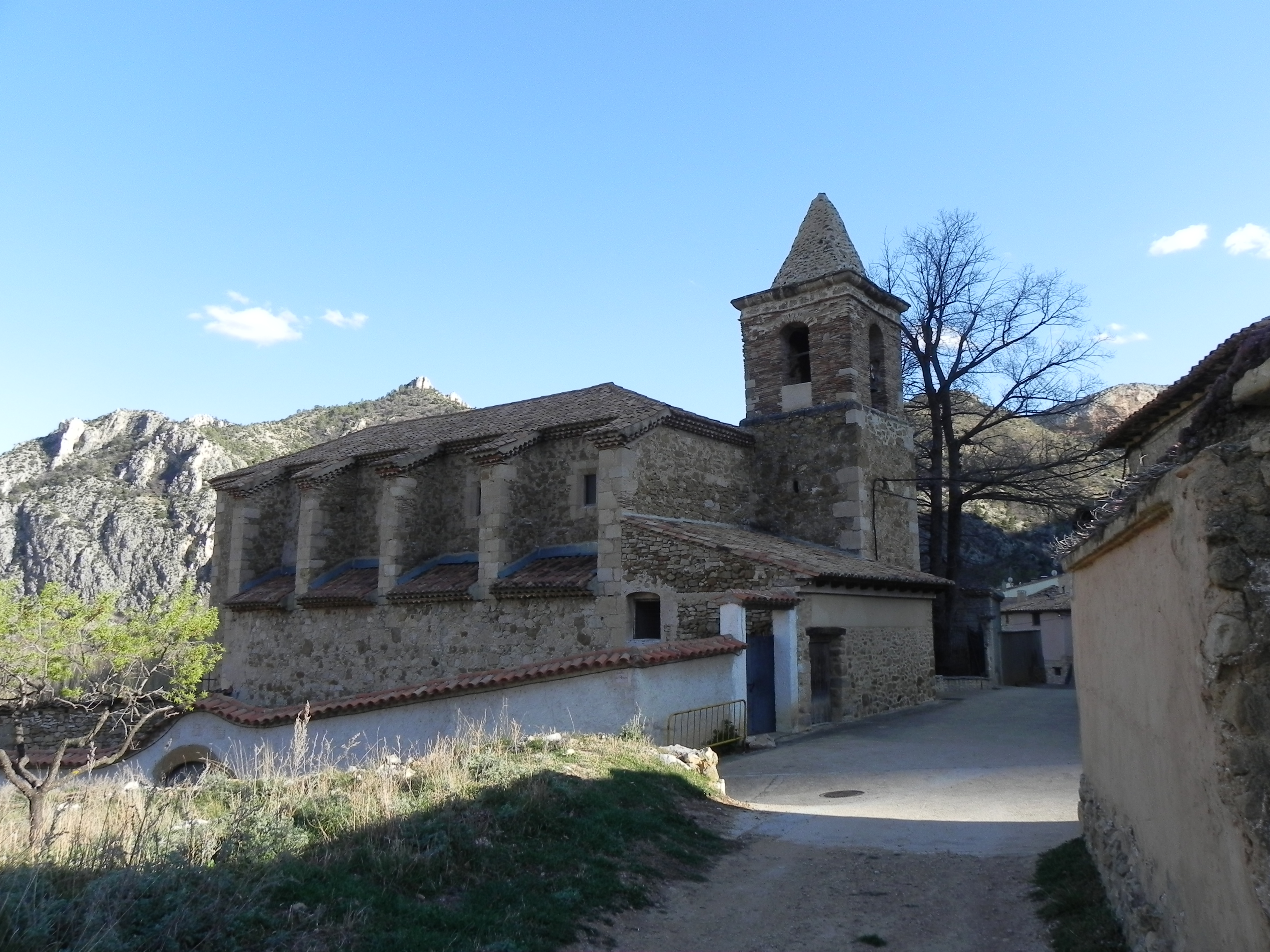
Iglesia de la Asunción

La iglesia parroquial de la Asunción de la localidad de Montoro es un templo de planta rectangular, con una única nave de fábrica gótico-renacentista reformada en el siglo XVIII.